# Margit Wohlin
Margit Wohlin (i riksdagen kallad Wohlin i Stocksund), född Cassel 19 januari 1897 i Danderyds församling, Stockholms län, död 24 oktober 1994 i Danderyds församling, Stockholms län, var en svensk forskare, publicist och politiker (folkpartist). Hon var dotter till Gustav Cassel och syster till Leif Cassel och Arne Cassel samt gift 1927–1935 med Nils Wohlin och mor till bland andra Anna Wohlin Andersson och Lars Wohlin.
Margit Wohlin blev filosofie doktor vid Stockholms högskola 1925 på avhandlingen Die Gemeinwirtschaft oder die Gründe einer öffentlichen Haushaltung. Hon var därefter folkhögskollärare fram till giftermålet med Nils Wohlin, men kom senare att verka som publicist och föreläsare.
Margit Wohlin var riksdagsledamot i andra kammaren för Stockholms läns valkrets från 1 oktober 1951 till utgången av 1952. I riksdagen var hon suppleant i allmänna beredningsutskottet för andra kammaren 1952.
Under 1930- och 1940-talet var Margit Wohlin en framträdande företrädare för Oxfordgrupprörelsen i Sverige, och genom denna engagerad i arbetet för andlig beredskap under andra världskriget.
Margit Wohlin är begravd på Djursholms begravningsplats.

## Skrifter (urval)
- Småbarn: sju gyllene regler för uppfostran (Kooperativa förbundet, 1932)
  - Norsk översättning: Syv gylne regler for barneopdragelse (1933)
  - Isländsk översättning: Börnin : Boðorðin 7 um barnauppeldi (1936)
- En rundfråga till husmödrarna: om husmödrarnas arbetsförhållanden (Trelleborg: Allehanda, 1938)
- Kan familjen räddas? (Natur och kultur, 1943)
  - Dansk översättning: Kan Familien reddes? (1946)
  - Norsk översättning: Hva nå med familien? (1946)
- Kampen om demokratien (Skoglund, 1948)
- Död och levande moral (Sveriges kristliga studentrörelse, 1950)
- Insatser av folkpartiet i riksdagen under 50-talet: kort sammanställning (1953)
- Hela folket i arbete. [1], Arbetsförmedling och arbetsanskaffning för äldre (Möller-kommittén för åldringsfrågor, 1960)

## Översättningar
- David Livingstone: Resor i det okända Afrika: ur David Livingstones reseskildringar, dagböcker och brev (Natur och kultur, 1962)
- Harrison E. Salisbury: Vart går Ryssland?: nyorientering och reaktion i sextiotalets Sovjet (A new Russia?) (Natur och kultur, 1963)